# Xuxa e Seus Amigos
Xuxa e Seus Amigos é o álbum de estreia da artista musical e apresentadora brasileira Xuxa, lançado em 1985 pela Philips e Polygram. Traz a participação de vários convidados, tais como: Caetano Veloso, Chico Buarque, Erasmo Carlos, entre outros. Na faixa 7, intitulada "Xa-Xe-Xi-Xo-Xuxa", a cantora recebe uma homenagem cantada pelos Trapalhões, que mesmo antes da carreira na Rede Globo, demonstravam grande admiração por ela.
Para promovê-lo, fez uma série de aparições e entrevistas em programas de TV. A faixa "Sete Quedas", foi escolhida como música de trabalho e no ano seguinte, fez parte da coletânea TVLândia, lançada pela gravadora Som Livre. A recepção da crítica especializada foi mista e as vendas superaram as quinhentas mil cópias no Brasil.

## Produção e conteúdo
A produção é de Roberto Menescal, as gravações ocorreram nos estúdios da Polygram, no Rio de Janeiro, tendo como técnicos Ary Carvalhes, Jairo Gualberto e Márcio. Em entrevista a revista Veja, Menescal revelou que a gravadora recusou-se a custeá-lo, o que fez com que ele pedisse músicas para alguns de seus amigos, como os cantores Caetano Veloso e Erasmo Carlos.
O LP era acompanhado de um quebra-cabeça com a imagem da capa. Em 1990, foi lançado pela PolyGram Discos na Argentina, a contracapa dessa versão é toda em preto e branco, e a fonte das letras (lado) A e B, bem como as informações da contracapa, diferem da versão brasileira. Outra diferença é a do rótulo do disco cujo título aparece em espanhol: Xuxa Y Sus Amigos".

## Promoção
A divulgação foi extensa, Xuxa participou de programas de rádios dando entrevistas e cantou em vários programas da rede de televisão SBT, como Programa Silvio Santos e Programa Flávio Cavalcanti, além de fazer shows em lojas de brinquedos e varejo.
Um especial homônimo, dirigido por Paulo Neto, foi exibido pela TV Manchete, em dezembro de 1985. Ele contou com algumas inovações tecnológicas para a época, como o "chroma key" (apesar da baixa verba para produzi-lo) e teve a participação de várias personalidades, como Daniel Azulay, Marina Lima, Os Trapalhões e Biquíni Cavadão. Um coquetel foi feito no térreo da TV Manchete, para comemorar sua exibição, que contou com a participação de figuras conhecidas como o ator Paulo Figueiredo e Rubens Furtado.

## Recepção
Os críticos de música tiveram opiniões divergentes em suas resenhas. Por exemplo, o crítico do jornal O Poti chamou-o de "um disco muito criativo e moderno", ao passo que Edgar Augusto, do Diário do Pará, criticou os vocais da cantora e disse que o melhor do disco era a capa.
Segundo o jornal Tribuna da Imprensa as vendas atingiram 28 mil cópias no Brasil em 3 dias de lançamento, e, após um mês, segundo o Correio Braziliense, 50 mil cópias haviam sido vendidas. De acordo com Roberto Menescal, Xuxa e seus Amigos vendeu 500 mil cópias no Brasil.

## Lista de faixas
- Créditos retirados do encarte do álbum Xuxa e Seus Amigos.[2] Todas as canções produzidas por Roberto Menescal.

| Xuxa e Seus Amigos – Lado A |                                                           |                                     |         |  |
| N.º                         | Título                                                    | Compositor(es)                      | Duração |  |
| 1.                          | "O Leãozinho" (com Caetano Veloso)                        | Caetano Veloso                      | 3:04    |  |
| 2.                          | "O Gato" (com Marina Lima)                                | Vinícius de Morais Bacalov Toquinho | 2:27    |  |
| 3.                          | "Meu Bumerangue Não Quer Mais Voltar" (com Erasmo Carlos) | Roberto Carlos Erasmo Carlos        | 3:25    |  |
| 4.                          | "Irmão Sol, Irmã Lua" (com Zizi Possi)                    | Aécio Flávio Léo Vitor              | 3:35    |  |
| 5.                          | "O Caderno" (com Chico Buarque)                           | Toquinho Mutinho                    | 2:50    |  |
| 6.                          | "Pra Mode Chatear" (com Nara Leão)                        | Antonio Carlos Jobim                | 1:43    |  |

| Xuxa e Seus Amigos – Lado B |                                                 |                           |         |  |
| N.º                         | Título                                          | Compositor(es)            | Duração |  |
| 1.                          | "Xa-Xe-Xi-Xo-Xuxa" (cantada por Os Trapalhões)  | Daniel Azulay             | 2:59    |  |
| 2.                          | "Sete Quedas"                                   | Juninho Ferreira          | 2:55    |  |
| 3.                          | "No Mundo da Lua" (cantada por Biquíni Cavadão) | Bruno Shelk Miguel Alvaro | 3:01    |  |
| 4.                          | "Kiddo (Meu Herói Querido)"                     | Billy Blanco Jr.          | 4:19    |  |
| 5.                          | "Delícia" (cantada por Ciclone)                 | Joe Tavinho Paes          | 3:51    |  |
| 6.                          | "Acalanto"                                      | Dorival Caymmi            | 2:35    |  |
| Duração total:              | Duração total:                                  | Duração total:            | 36:44   |  |

## Ficha Técnica
- Créditos retirados do encarte do álbum Xuxa e Seus Amigos: [2]

- Direção de Produção: Roberto Menescal
- Técnico de Gravação: Ary Carvalhaes, Jairo Gualberto, Marcio
- Auxiliares: Barroso, Manoel, Charles, Marquinhos
- Gravado nos estúdios: Polygram - Rio de Janeiro
- Corte: Américo
- Capa e Coordenação Gráfica: Jorge Vianna
- Fotos: André Wanderlei
- Mixagem: Jairo Gualberto e Marcio

## Single "Sete Quedas / Kiddo (Meu Herói Querido)"
Lançado pela Philips (atual Universal Music) depois de algumas semanas após o lançamento, para ser distribuídos nas rádios. A música "Sete Quedas", seu lado B "Kiddo (Meu Herói Querido)" e "Acalanto" são as únicas canções do disco Xuxa e Seus Amigos, em que a cantora canta sozinha.  A capa mostra um desenho de Xuxa montada em cavalo branco no velho oeste feito pelo desenhista Maurício de Sousa. A contra capa traz um desenho de Xuxa montada em notas musicais, envolta de várias cachoeiras e com a ficha técnica na parte inferior.
- Fonte:[15]

| Lado A         |                |                  |                 |         |  |
| N.º            | Título         | Compositor(es)   | Produtor(es)    | Duração |  |
| 1.             | "Sete Quedas"  | Juninho Ferreira | Cirano Meneghel | 2:55    |  |
| Duração total: | Duração total: | Duração total:   | Duração total:  | 2:55    |  |

| Lado B         |                             |                  |                 |         |  |
| N.º            | Título                      | Compositor(es)   | Produtor(es)    | Duração |  |
| 1.             | "Kiddo (Meu Herói Querido)" | Billy Blanco Jr. | Cirano Meneghel | 4:19    |  |
| Duração total: | Duração total:              | Duração total:   | Duração total:  | 4:19    |  |

### Ficha Técnica do Single
Créditos retirados do encarte do álbum Xuxa e Seus Amigos:
- Produção: Cirano Meneghel
- Arranjas e Teclados: Lincoln Olivetti
- Jorge: Violão em "Sete Quedas", e teclados em "Kiddo (Meu Herói Querido)".
- Billy Blanco Jr. Violão em "Kiddo Meu Herói Querido"